# Hong Kong Express Airways
Hong Kong Express (chiń. 香港快運航空; pinyin Xiānggǎng Kuàiyùn Hángkōng) – hongkońska niskokosztowa linia lotnicza z siedzibą w Hongkongu. Głównym węzłem jest port lotniczy Hongkong, od 2019 należy do Cathay Pacific.
W 2025 przewoźnik realizował połączenia do 38 portów lotniczych w 9 krajach regionu Azji Wschodniej.

## Flota
Według stanu na maj 2025 flota Hong Kong Express składała się z 41 samolotów o średnim wieku 7,5 lat:
| Samolot         | Samolot | Samolot   | Liczba miejsc | Liczba miejsc | Uwagi |
| Model           | Aktywne | Zamówione | E             | Łącznie       | Uwagi |
| --------------- | ------- | --------- | ------------- | ------------- | ----- |
| Airbus A320-200 | 6       | -         | 180           | 180           |       |
| Airbus A320neo  | 10      | -         | 188           | 188           |       |
| Airbus A321-200 | 13      | -         | 230           | 230           |       |
| Airbus A321neo  | 12      | 2         | 236           | 236           |       |
| Łącznie         | 41      | 2         |               |               |       |